# Famille de Morlhon
Pour les articles homonymes, voir De Morlhon (homonymie).
 (novembre 2022).
La famille de Morlhon (prononcé « mourlillon ») est une famille de la noblesse française, d'extraction chevaleresque, éteinte en 1900. Elle était l'une des familles les plus anciennes du Rouergue. Ozil de Morlhon est cité en 1053 et le château de Morlhon en 1224.
Cette famille comptait parmi ses membres des sénéchaux dont l'un sera également gouverneur, des chevaliers des ordres du roi et des prélats. Elle fut illustrée par deux hommes d'église : Antoine et Auguste de Morlhon. 
Son nom a été relevé par deux familles : la famille Fabre devenue Fabre de Morlhon et la famille Izoard devenue Izoard de Morlhon[réf. souhaitée].

## Histoire
On ne sait pas si la famille tient son nom de la paroisse de Morlhon dont ses membres étaient seigneurs jusqu'au milieu du XIIIe siècle, ou si c'est le contraire. Morlhon est la forme dialectale d'un gentilice romain : Morillon (en latin Maurilius), lui-même formé sur le prénom latin Maurus, littéralement : « famille des Maurus », porté par plusieurs générations d'une même famille. Il est associé au suffixe - onem, pour former un toponyme, littéralement : « lieu de la famille des Maurus ». 
La famille de Morlhon est attestée pour la première fois dans un acte de donation rédigé à Jérusalem en 1053 par Ozile II de Morlhon et sa femme Cécile qui font un pèlerinage au tombeau du Christ. Cet acte mentionne le prénom de son père Raoul et de son grand-père Ozile. La donation, qui sera confirmée en 1070 par leur fils Raoul, consistait dans la construction de l'église de Villeneuve sur les plans de l'église du Saint-Sépulcre (partie ancienne subsistante actuellement). 

### Branche de Morlhon-Veuzac
Les Morlhon-Veuzac ou Morlhon de Villefranche, sont considérés comme la branche aînée.

### Branche de Morlhon-Sanvensa

#### Rameau de Morlhon d'Auteyrac
Branche naturelle légitimée qui commence avec le mariage en 1503 de François de Morlhon, fils bâtard de Jean IV de Morlhon-Valette (fils de Jean III de Morlhon et d'Énimie de La Panouse), avec Gauchette de Mayre, dame d'Autayrac à Lunac, et dont la branche aînée s'éteint en 1802 avec Paule-Henriette de Morlhon, fille de Jean de Morlhon, seigneur de Frayssinet, et de Marguerite de Vabres, qui avait épousé en 1771 Pierre Dablanc, avocat à Rodez, dont une fille unique prénommée Marguerite-Henriette Dablanc qui épouse en 1790 Pierre de Barrau et aura avec lui dix enfants dont Hippolyte.

#### Rameau de Boussac
Un fils cadet de François de Morlhon d'Autayrac et Gauchette de Mayre, Claude de Morlhon, donne la branche des seigneurs de Boussac qui s'éteint à la fin du XIXe siècle. Un autre fils cadet de François de Morlhon et Gauchette de Mayre, Michel de Morlhon, seigneur de La Vère, s'établit à La Salvetat-Peyralès où une branche masculine et légitime subsistera dans la condition paysanne jusqu'au XXe siècle sous le nom de Mourlhon.

#### Rameau de Moyrazès
Vers 1641, Jacques de Morlhon, seigneur de la Barthe s'établit à Moyrazès, après avoir été libéré de prison pour avoir tué en duel le 20 septembre 1637, Pierre de Montlauzeur, seigneur de Lunac. Jacques de Morlhon sera gracié en 1640 et libéré de prison le 12 août 1641. Suivra son fils, Charles de Morlhon, né le 21 mars 1662 marié le 15 février 1689 à Antoinette de Peytavin. De cette union naîtront plusieurs enfants: 
- Jean de Morlhon, seigneur de Feneyrols et de Fraissinet, paroisse de Bor, marié en 1739 à Murasson avec Marie-Marguerite de Vabres, qui ont un fils Jean, seigneur de Frayssinet, mort sans alliance en 1780, et trois filles: Marie-Marguerite de Morlhon mariée avec Nicolas Proquiès, valet de chambre de Mgr Jérôme Champion de Cicé, alors évêque de Rodez ; Paule-Henriette de Morlhon mariée en 1771 avec Pierre Dablanc, avocat à Rodez ; Mère Marie-Antoinette de Morlhon, religieuse à Rodez, morte en 1818 à Carcenac chez sa nièce Marguerite-Henriette Dablanc, épouse de Barrau.
- Guillaume de Morlhon marié en 1744 à Roussenac avec Antoinette de Pruines, dont quatre filles et trois garçons, dont : Antoinette de Morlhon mariée en 1765 avec Géraud Manzon, chirurgien à Maurs, Marie-Foy de Morlhon mariée avec Jean-Philipe de Raffin de la Raffinie.
- Marguerite de Morlhon qui épouse Bernard Planecassaigne, bourgeois de la Cahuayre à Lugan[9]. Plusieurs familles de bourgeois et de paysans sont issues de cette branche en ligne féminine, dont : Lafon, Bruel, Trebosc, Delbosc ou Delbos, Blanc, Pouderoux.

## Personnalités
Les principales personnalités de la famille de Morlhon sont :
- Ozile II de Morlhon (Odilon), en pèlerinage en 1053 à Jérusalem
- Jean II de Morlhon, sénéchal du comté de Rodez de 1309 à 1337. Son fils et son petit-fils se distinguent contre les Anglais.
- Antoine de Morlhon, chevalier de l'Ordre de Saint-Michel, chambellan et ambassadeur du roi Louis XI en Pologne ; en 1459, il exerce par intérim les fonctions de procureur-général au parlement de Toulouse, il en est le second président en 1483 puis président à mortier ; en 1478, il est en Italie (Milan, Florence et Rome) pour une mission diplomatique pour le roi
- Jean III de Morlhon, chevalier de l'Ordre de Saint-Michel, sénéchal et gouverneur du Quercy en 1585 et député de la noblesse du Rouergue aux états généraux de 1596
- Jean IV de Morlhon,  chevalier de l'Ordre du roi, sénéchal de Rouergue de 1590 à 1592 et en 1596
- Antoine de Morlhon (1753-1828), vicaire-général du diocèse de Clermont avant 1789, sacré archevêque d'Auch sous Louis XVIII en 1823, pair de France en 1827
- Auguste de Morlhon (1799-1862), en 1847 il est promu évêque (le Puy-en-Velay). Il a fait construire la monumentale Statue de Notre-Dame de France au sommet du rocher Corneille.

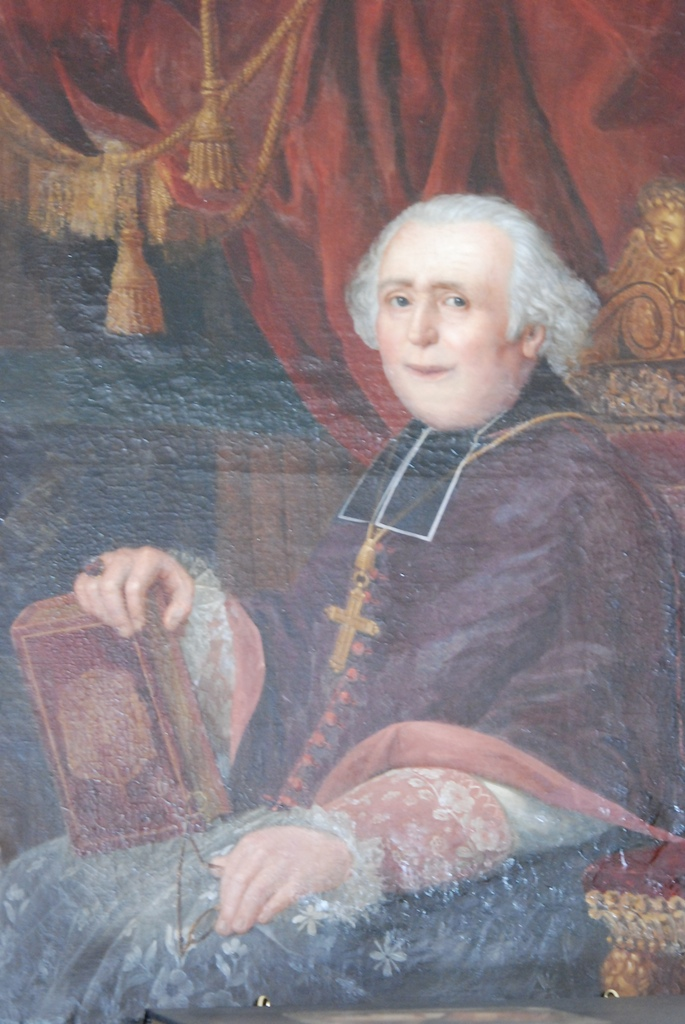
Antoine de Morlhon (1753-1828)
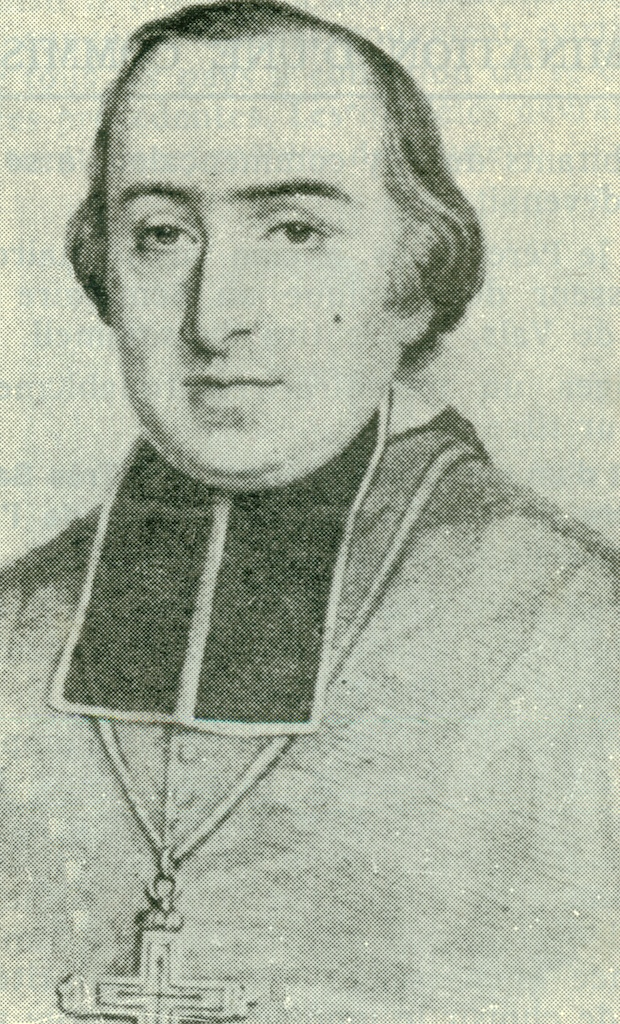
Auguste de Morlhon (1799-1862)

## Alliances

### Morlhon Sanvensa
Familles de Mirabel, de La Valette-Parisot, de Castelpers, de Gourdon-Castelnau, 1295 de Penne, d'Arpajon, d'Amblard, de Mancip, de Roquefeuil, de Balaguier, de La Panouse, de Montalembert, de Mayres, de Rigaud de Vaudreuil, de Loupiac, de Trémouilles, de Solages, de Mazars, de Peytavin, Dablanc, de Pruines, de Raffin de La Raffinie, 1588 d'Agens, de Séguy, de Crespon, 1613 de Faramond de La Faramondie, 1658 del Puech, de Moly, de Lescure (de Milhars), de Bessuejouls, de Matha, de Corcural, Gautier de Savignac, Garrigues de La Garcie, 1437 de Bérail, 1444 de Castanet, de Saunhac, 1471 de Lautrec, 1500 d'Hérail, 1576 de Tubières de Grimoard, d'Arjac, 1602 de Nogaret, 1651 de Varagnes, 1661 d'Albignac du Triadou, 1690 du Tillet, 1586 de Glandières de Balsac, 1614 de Caissac, 1584 de Vissec de Latude, 1592 de Buisson de Bournazel, de Rodorel, de Puybusque, 1541 de Saint-Chamans.

### Morlhon Autayrac
Familles de Cadolles, de Cardaillac, de La Valette-Parisot, de Fabrefort, de Capdenac, de Murat de Lestang, de Jouéry, de Saint-Nectaire, de Durfort, d'Izarn de Freyssinet, de Campmas de Saint-Rémy, de Cazillac, de Gaillard, de Nupces, de Loubens de Verdalle, de Créato, Planecassaigne.

## Armes et devises
- Morlhon : De gueules, au lion d'or armé et lampassé d'argent
- Morlhon Valette et - de Laumières : De gueules, au lion d'or et 3 besans de même, deux en chef et un en pointe
- Devise : Dieu, ma haute tour et forteresse

de Morlhon-Valette
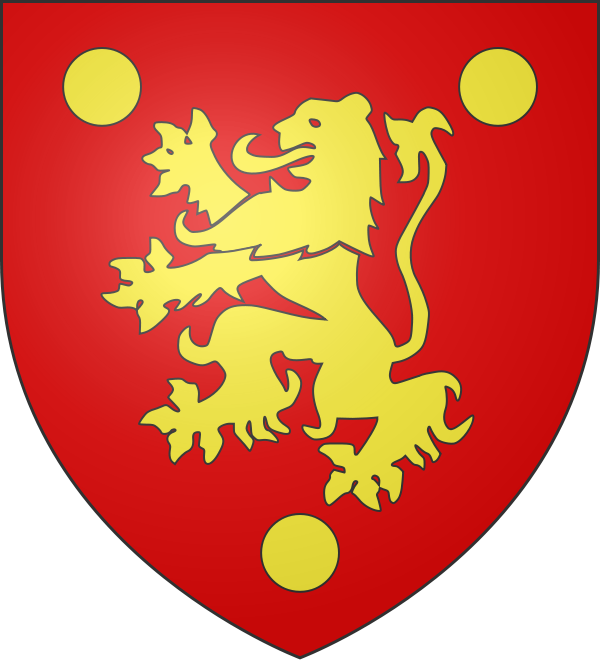
de Morlhon-Laumières
de Morlhon-Laumières
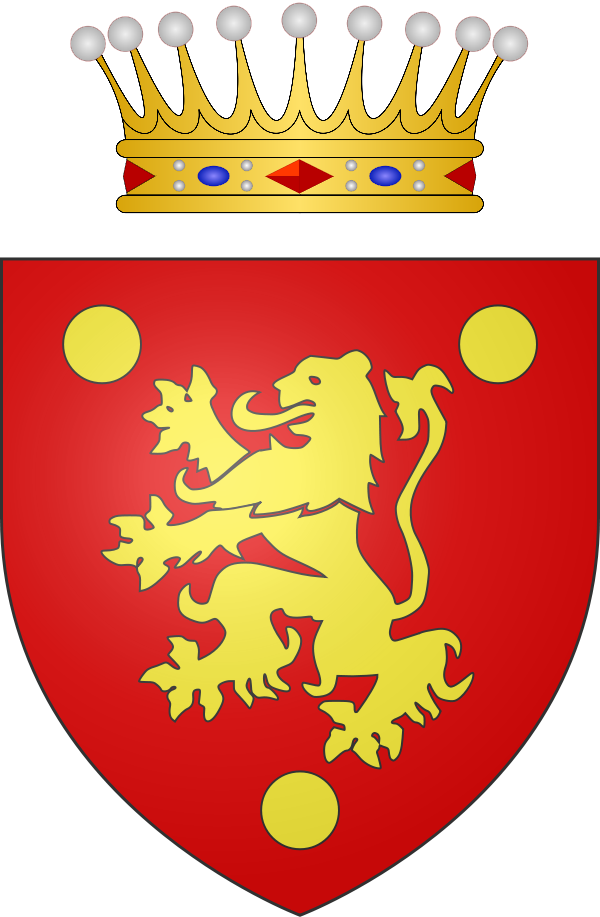
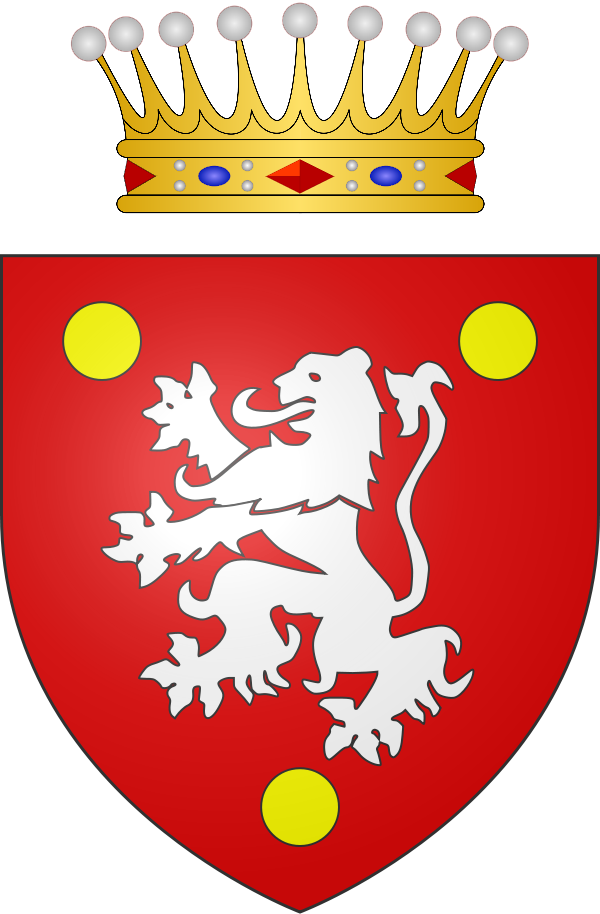

## Littérature
- Joan de Morlhon, drame historique, écrit en 1938 par Enric Mouly, en occitan.